# Batuhan Akçaoğlu
Batuhan Akçaoğlu (14 de agosto de 2002) es un deportista turco que compite en tiro con arco, en la modalidad de arco compuesto. Ganó dos medallas en el Campeonato Europeo de Tiro con Arco al Aire Libre, oro en 2022 y plata en 2024.

## Palmarés internacional
| Campeonato Europeo al Aire Libre | Campeonato Europeo al Aire Libre | Campeonato Europeo al Aire Libre | Campeonato Europeo al Aire Libre |
| Año                              | Lugar                            | Medalla                          | Prueba                           |
| -------------------------------- | -------------------------------- | -------------------------------- | -------------------------------- |
| 2022                             | Múnich (Alemania)                | Medalla de oro                   | Equipo                           |
| 2024                             | Essen (Alemania)                 | Medalla de plata                 | Equipo                           |